# Ljaskowez
Ljaskowez (bulg.: Лясковец) ist eine Stadt in Nordbulgarien in der Oblast Weliko Tarnowo.

## Geografie

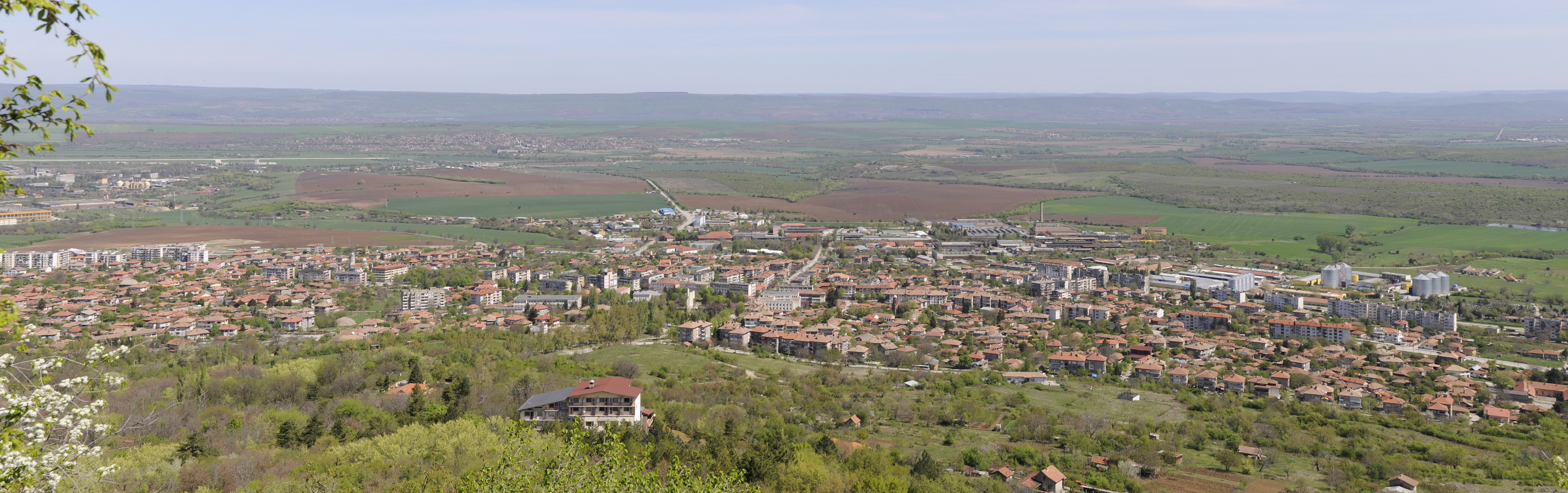
Blick auf die Stadt

Die Stadt liegt an den nördlichen Ausläufern des Balkangebirges, das nach Norden in die Donautiefebene übergeht.

## Kultur

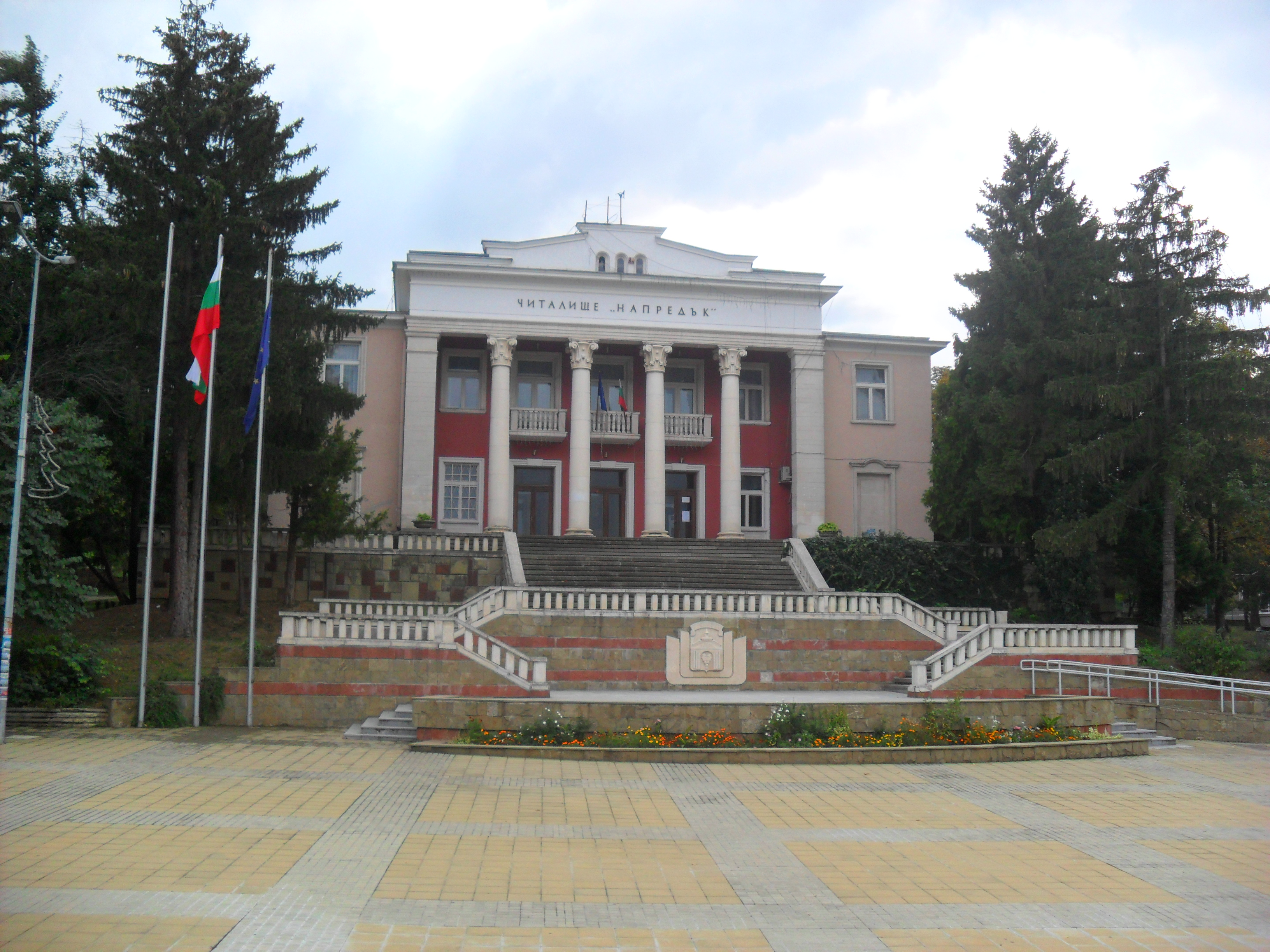
Tschitalischte Napredak

Das Kulturzentrum Napredak (Deutsch: Fortschritt) wurde 1869 gegründet.

## Sonstiges
Die Stadt ist Namensgeber für den Lyaskovets Peak, einen Berg auf der Livingston-Insel in der Antarktis.